# Mariano Díaz Mejía
Mariano Díaz Mejía (Premià de Mar, 1 d'agost de 1993), conegut simplement com a Mariano, és un futbolista professional català que juga com a davanter al Deportivo Alavés.

## Carrera esportiva

### Olympique de Lió
Després de passar diversos anys als equips juvenils del Reial Madrid i de completar una temporada (2016-2017) amb el primer equip, el 30 de juny de 2017, va signar contracte amb l'Olympique de Lió. Es creu que el Reial Madrid va incloure en l'operació una clàusula de recompra. Va debutar amb el seu nou equip en la primera jornada de la nova temporada contra l'RC Strasbourg Alsace, marcant dos gols.

### Reial Madrid
L'estiu de 2018 el Reial Madrid va fer oficial el fitxatge de Mariano pel club blanc per 23 milions d'euros, quantitat relativament baixa perquè el Madrid conservava el 35% dels drets del jugador. Se li va assignar el dorsal 7, que prèviament havia portat Cristiano Ronaldo, fitxat per la Juventus FC el mateix estiu. Va debutar de nou el 19 de setembre del mateix any, en un partit contra l'AS Roma a la fase de grups de la Lliga de Campions de la UEFA 2018-19 on va entrar com a suplent al minut 73, i en el qual va marcar el tercer gol del partit que va acabar en 3 a 0 a favor dels madrilenys.

### Sevilla
El dia 1 de setembre de 2023, Díaz va signar contracte amb el Sevilla FC.

### Alavés
El juliol de 2025, després de més d'un any com a agent lliure, Mariano va fitxar pel Deportivo Alavés a prova. El 7 d'agost, després de jugar la pretemporada, va signar un contracte de dos anys amb el club.

## Palmarès

### Club
Reial Madrid
- 2 Campionats del món de clubs de la FIFA: 2016,[15] 2022
- 1 Supercopa d'Europa: 2022
- 2 Lligues de Campions: 2016–17,[16] 2021–22
- 3 Lligues espanyoles: 2016-17,[17] 2019-20, 2021-22
- 1 Copa del Rei: 2022-23[18]
- 1 Supercopa d'Espanya: 2019-20